# ミッチ・リー
ミッチ・リー（Mitch Leigh、1928年1月30日 - 2014年3月16日）はアメリカ合衆国の作曲家。
ニューヨークのブルックリンに生まれ、イェール大学で音楽を専攻、ヒンデミットの研究で修士号をとった。デール・ワッサーマンのテレビ用脚本「我こそはドン・キホーテ」に曲をつけ、1965年に「ラ・マンチャの男」として初演し、成功を収めた。その後は演劇プロデューサーとしても活動、1985年にユル・ブリンナーの「王様と私」の再演で演出を務めた。